# Сапана Рока Магар
Сапана Рока Магар (непальск. सपना रोका मगर, род. 10 февраля 2002, Baranja) — непальская работница крематория, вошедшая в список 100 самых влиятельных женщин 2020 года по версии Би-би-си. Она участвует в кремации брошенных на улице или в моргах тел и организует их доставку в больницу для вскрытия. Если тело остаётся невостребованным более 35 дней, кремация проводится по индуистским ритуалам.

## Биография
Первоначально Рока жила в округе Мьягди в Непале. Она родилась 10 февраля 2002 года и была младшим ребёнком Джита Прасада Рока Магара (отец) и Нану Рока Магар (мать). В 14 лет она переехала в Бутавал, где вопреки желанию родителей стала жить с мальчиком-подростком. Отношения разорвались через несколько месяцев, и она стала бездомной. На улицах она познакомилась с неправительственной организацией «Действие за социальные перемены» и стала работать с ними, занимаясь кремацией и другими социальными мероприятиями.
Рока также кормила бездомных в Катманду во время локдауна из-за COVID-19.